# Nekyia

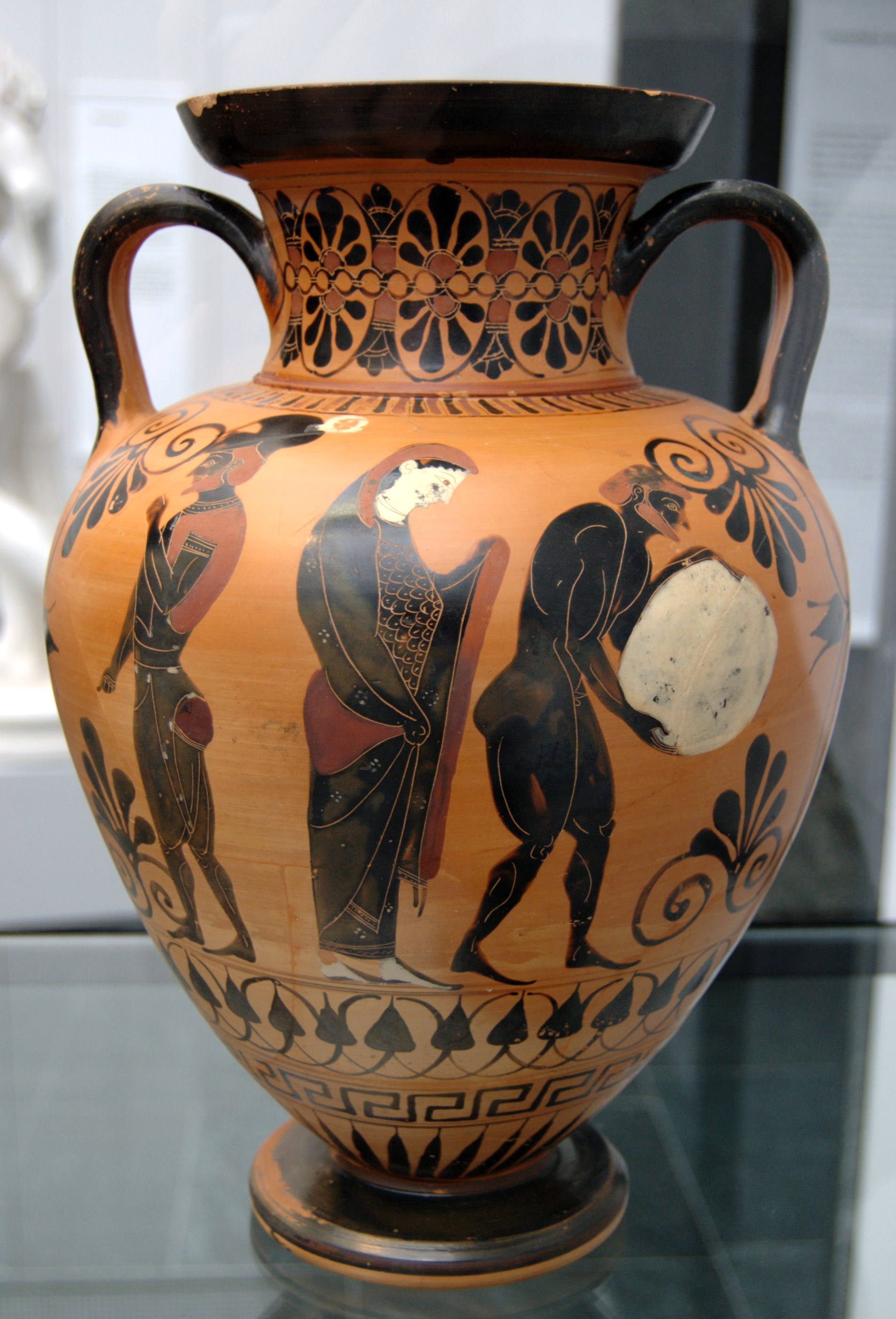
Nekyia: Áyax rencoroso, Perséfone supervisando a Sísifo el alzamiento de la piedra en el Hades. Ánfora ática con técnica de figuras negras, c. 530 a. C.

En poesía griega, la nekyia o necuia (ἡ νέκυια 'la evocación de los muertos') es el viaje al Hades. Episodios que relatan ese viaje figuran en el corpus mítico de Heracles, Teseo y Orfeo; más conocida es la nekyia, narrada en el canto XI de la Odisea, que describe la conexión de Odiseo con el espacio del Hades. En esta acción Odiseo no desciende al mundo de los muertos, sino que convoca las sombras sutiles de los muertos a fin de consultar particularmente el alma del sacerdote y profeta Tiresias sobre los medios para regresar a Ítaca. Sacrifica un cordero en un hoyo para que Tiresias beba de su sangre, entre otros pasos pertenecientes al rito de acceso. Además, se reúne y habla con las almas de los héroes muertos. 
La Nekyia de la Odisea refleja las costumbres y creencias que pertenecen al culto de la nigromancia, que es la consulta de los muertos como un medio de adivinación. Los extensos restos de lo que fue probablemente el más importante templo de Nigromancia (Nekromanteion) están localizados en un lugar arqueológico sobre una colina desde la que se puede observar el río Aqueronte al noroeste de Grecia. Este sitio es también conocido como Nekyiomanteion.

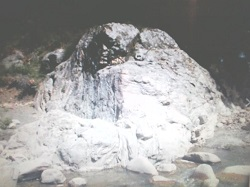
Roca sagrada que Circe indicó a Odiseo, en
Nebrodi

Virgilio relató el descenso al Hades de su héroe épico, Eneas. El descenso de Jesús a los infiernos en la tradición cristiana es una nekyia de Cristo, y el inferno de Dante es también en esencia una nekyia, aunque el conocimiento de Dante sobre mitología griega fuera de segunda mano, por fuentes latinas como Dictis Cretense y Dares Frigio. El descenso del héroe a la cueva de Montesinos en la segunda parte del Don Quijote de Miguel de Cervantes es, en el fondo, una parodia de los viajes de ultratumba de la épica antigua.
Nekyia es también un nombre popular asumido por numerosos proyectos de arte y performance o grupos de música.